# Quartier Trois-Lettres
Quartier Trois-Lettres est le premier roman d'Axel Gauvin, écrivain réunionnais né en 1944. Paru en 1980 à Paris chez L'Harmattan, il a connu depuis lors plusieurs rééditions, dont certaines en créole sous le titre Kartyé trwa lèt ou Kartié-troi-lète. Il raconte l'histoire croisée d'une famille de pêcheurs et d'un marginal habitué à passer ses journées à la boutique chinois, l'essentiel de l'action se déroulant à Saint-Leu, le « quartier Trois-Lettres ». Mise en scène de trajectoires douloureuses dans un monde créole en difficulté, il s'agit de l'une des œuvres majeures de la littérature réunionnaise contemporaine.